# Junta comercial
Junta comercial é um órgão responsável pelo registro de atividades ligadas a sociedades empresariais. Há uma Junta Comercial em cada Estado brasileiro.

## Registro público de empresas

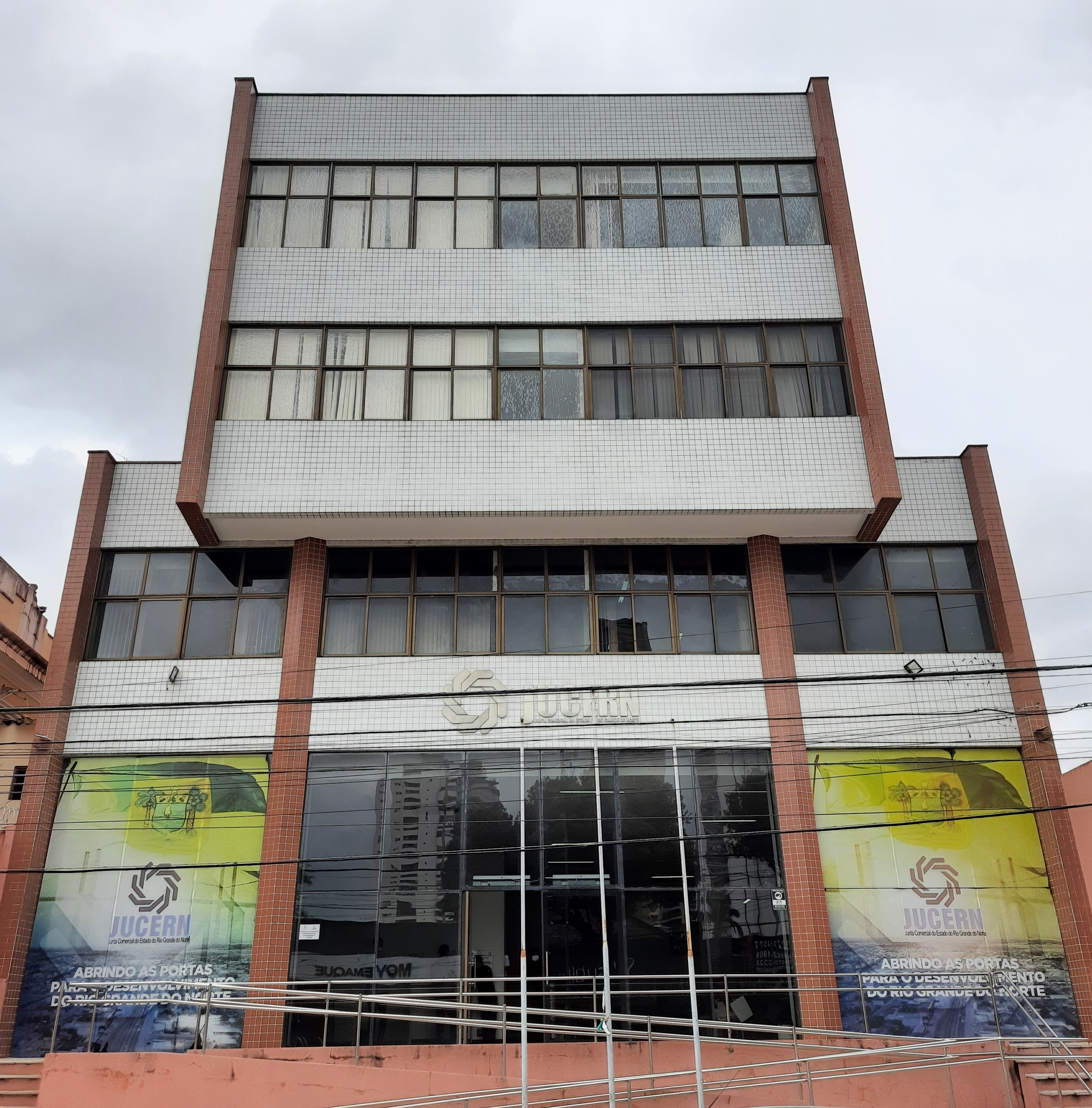
Sede da Junta Comercial do Estado do Rio Grande do Norte (JUCERN) em Natal

O registro público é a menção de certos atos e fatos, lançada por um oficial público em livros próprios, quer à vista de títulos que lhe são apresentados, quer mediante declarações escritas ou verbais das partes interessadas. Tem a finalidade de conferir publicidade ao ato ou fato que é objeto do registro, ou atua como simples meio de conservação de um documento.
O registro público é a forma antiga de preservação de informações consideradas vitais para a sociedade (como o nascimento, registro de casamento, óbito, criação de pessoas jurídicas, entre outros), que visa, ademais, dar-lhes publicidade necessária para a segurança das relações interindividuais. Assim, a publicidade é forma de notificação pública: é a consequência necessária do registro, mesmo quando seja facultativo, visando apenas a perpetuidade de um documento. Haverá sempre a publicidade, desde que registrado o ato ou fato, mas os efeitos dela podem variar de intensidade.
O exercício da atividade empresarial por parte da pessoa natural (empresário individual) ou de pessoa jurídica (sociedade empresária) pressupõe registro correspondente, ou seja, é obrigatória a inscrição do empresário no Registro Público de Empresas Mercantis (art. 967, do Código Civil), feita em conformidade com a Lei 8 934, de 18 de Novembro de 1994, regulamentada pelo Decreto nº. 1 800, de 30 de Janeiro de 1996, que reviu toda a matéria, dispondo sobre o Registro Público de Empresas Mercantis. O art. 1.150 do Código Civil também regulamenta o assunto.

### Organização do registro público
O registro público de empresas é exercido por órgãos federais e estaduais em todo o território nacional, de maneira sistêmica. Segundo Rubens Requião (2005a, p. 111), o registro público tem por finalidade "dar garantia, publicidade, autenticidade, segurança e eficácia aos atos jurídicos das empresas mercantis, submetidos a registro; cadastrar as empresas nacionais e estrangeiras em funcionamento no País e manter atualizadas as informações pertinentes; proceder às matrículas dos agentes auxiliares do comércio, bem como ao seu cancelamento.
Esses órgãos compõem o Sistema Nacional de Registro de Empresas Mercantis do Comércio (SINREM). O Órgão central do SINREM é o Departamento de Registro Empresarial e Integração (DREI), que possui funções supervisora, orientadora e normativa, no plano técnico, e supletiva, no plano administrativo. Nas unidades da Federação, ou seja, nos Estados, têm-se as Juntas Comerciais, com funções executora e administradora dos serviços de registro.
A competência do DREI, conforme a Legislação Básica - Decreto nº 1 800, de 30 de janeiro de 1996, regulamentado pela Lei nº 8 934/94 implementada pelo Planalto, remete para o DREI a competência de baixar as Instruções Normativas, e, segundo o Art. 55 da Lei Nº 8 934, compete ao DREI propor a elaboração da Tabela de Preços dos Serviços pertinentes ao Registro Público de Empresas Mercantis, na parte relativa aos atos de natureza federal, bem como especificar os atos a serem observados pelas Juntas Comerciais na elaboração de suas tabelas locais.
As atribuições do DREI estão descritas no artigo 4º da Lei 8 934/94, que tem por finalidade, por exemplo: a) supervisionar e coordenar, no plano técnico, os órgãos incumbidos da execução dos serviços de Registro Público de Empresas Mercantis e Atividades Afins; b) estabelecer e consolidar, com exclusividade, as normas e diretivas gerais do Registro Público de Empresas Mercantis e Atividades Afins; C) organizar e manter atualizado o cadastro nacional das empresas mercantis em funcionamento no país, com a cooperação das Juntas Comerciais.
As Juntas Comerciais, a seu turno, estão subordinadas tecnicamente ao DREI e essa vinculação tem como principal atribuição a responsabilidade de efetuar os registros pertinentes ao Registro Público de Empresas Mercantis e Atividades Afins. É na Junta Comercial, por exemplo, que deve o empresário individual fazer a sua inscrição, bem como a sociedade empresária arquivar seu contrato social; além disso, também é na Junta Comercial que se registram alterações na pessoa jurídica, como endereço, capital social, objeto social, troca de sócios (quando sociedade empresária). Pode-se também alterar a natureza jurídica da empresa, seja de empresário (antiga firma individual) para sociedade limitada como vice-versa.
Principais funções executivas e administrativas, conforme a Lei 8 934 de 1994, que dispõe sobre o Registro Público de Empresas Mercantis e Atividades Afins:
- Da Compreensão dos Atos Art. 32. O registro compreende:
  - I - a matrícula e seu cancelamento: dos leiloeiros, tradutores públicos e intérpretes comerciais, trapicheiros e administradores de armazéns-gerais;
  - II - o arquivamento:
    - a) dos documentos relativos à constituição, alteração, dissolução e extinção de firmas mercantis individuais, sociedades mercantis e cooperativas;b) dos atos relativos a consórcio e grupo de sociedade de que trata a Lei nº 6 404, de 15 de dezembro de 1976;
    - c) dos atos concernentes a empresas mercantis estrangeiras autorizadas a funcionar no Brasil;
    - d) das declarações de microempresa; e) de atos ou documentos que, por determinação legal, sejam atribuídos ao Registro Público de Empresas Mercantis e Atividades Afins ou daqueles que possam interessar ao empresário e às empresas mercantis;

  - III - a autenticação dos instrumentos de escrituração das empresas mercantis registradas e dos agentes auxiliares do comércio, na forma de lei própria.
- Da Apresentação dos Atos e Arquivamento Art. 36. Os documentos referidos no inciso II do art. 32 (arquivamento) deverão ser apresentados a arquivamento na Junta dentro de 30 dias contados da sua assinatura, a cuja data retroagirão os efeitos do arquivamento; fora deste prazo, o arquivamento só terá eficácia a partir do despacho que o conceder.
- Do Processo Decisório Art. 41. Estão sujeitos ao regime de decisão colegiada pelas Juntas Comerciais, na forma desta lei:
  - O arquivamento:
    - a) dos atos de constituição de sociedades anônimas, bem como das atas de assembleias gerais e demais atos, relativos a essas sociedades, sujeitos ao Registro Público de Empresas Mercantis e Atividades Afins;
    - b) dos atos referentes à transformação, incorporação, fusão e cisão de empresas mercantis;
    - c) dos atos de constituição e alterações de consórcio e de grupo de sociedades, conforme previsto na Lei nº 6.404, de 15 de dezembro de 1976; II - o julgamento do recurso previsto nesta lei.

  - Registre-se a transcrição comentada In Verbis do artigo 42:  “Os atos próprios do Registro Público de Empresas Mercantis e Atividades Afins - citados no art 32 da Lei 8 934/94[1] e - não previstos no artigo anterior, - ou seja, a matrícula e seu cancelamento: dos leiloeiros, tradutores públicos e intérpretes comerciais, trapicheiros e administradores de armazéns-gerais; e da autenticação dos instrumentos de escrituração das empresas mercantis registradas e dos agentes auxiliares do comércio, na forma de lei própria -,  serão objeto de decisão singular proferida pelo Presidente da Junta Comercial, por vogal ou por servidor, designado pelo Presidente, com poderes para opinar e proferir decisões, observada a legislação vigente do Direito Comercial e de Registro de Empresas Mercantis. E, conjuntamente, por opção, as juntas poderão criar uma assessoria técnica, conforme art. 9º §1º da referida lei.
  - Art. 43. Os pedidos de arquivamento constantes do art. 41 desta Lei serão decididos no prazo máximo de 5 (cinco) dias úteis, contados do seu recebimento ter sido protocolado; e os pedidos constantes do art. 42 desta Lei serão decididos no prazo máximo de 2 (dois) dias úteis, sob pena de ter-se como arquivados os atos respectivos, mediante provocação dos interessados, sem prejuízo do exame das formalidades legais pela procuradoria. (Redação dada pela Lei nº 11 598, de 2007).[3]
- Das Disposições Finais Artigo 60. A firma individual ou a sociedade que não proceder a qualquer arquivamento no período de dez anos consecutivos deverá comunicar à Junta Comercial que deseja manter-se em funcionamento.
  - § 1º Na ausência dessa comunicação, a empresa mercantil será considerada inativa, promovendo a Junta Comercial o cancelamento do registro, com a perda automática da proteção ao nome empresarial.
  - § 2º A empresa mercantil deverá ser notificada previamente pela Junta Comercial, mediante comunicação direta ou por edital, para os fins deste artigo.
  - § 3º A Junta Comercial fará comunicação do cancelamento às autoridades arrecadadoras, no prazo de até dez dias.
  - § 4º A reativação da empresa obedecerá aos mesmos procedimentos requeridos para sua constituição.
- Empresário Irregular A falta de cadastramento do empresário ou de sociedade empresária na Junta Comercial caracteriza-o como empresário irregular, que não pode tirar proveito das vantagens que o direito empresarial concede em seu favor. De acordo com o Código Civil, artigo 967, “é obrigatória a inscrição no Registro Público de Empresa antes de iniciar atividades."
  - Estão sujeitos às seguintes restrições:
    - a) de acordo com a Lei de Falências, art. 97, § 1º, não tem legitimidade ativa para pedir falência de seu devedor; todavia pode ter a sua própria falência requerida por outrem e decretada, ou seja, pode figurar no polo passivo. Mas o empresário irregular pode requerer a própria falência (autofalência);
    - b) falta legitimidade ativa, LF, art. 51, V, para requerer a recuperação judicial, pois a lei exige a inscrição no Registro de Empresa (Junta), para beneficiar-se da recuperação;
    - c) Conforme CC, art. 1.181, não pode ter seus livros autenticados na Junta, pela falta de inscrição. Efeitos: seus livros perderão eficácia probatória, conforme CPC, art. 379; além disso, caso decretada sua falência, esta será fraudulenta (crime falimentar previsto na LF, art. 178). Os livros mercantis se encontram expressamente equiparados a documentos públicos, para efeitos penais, RHC 49950, GB do STF e CP, art. 297, § 2;
    - d) responsabilidade solidária e ilimitada dos sócios pelas obrigações sociais, conforme ressalta CC, art. 990 (Sociedade em Comum).

### Composição da Junta Comercial
A estrutura básica das Juntas Comerciais e suas providências será integrada pelos seguintes órgãos:
- I - o Plenário, como órgão deliberativo superior;
- II - a Presidência, como órgão diretivo e representativo;
- III - as Turmas, como órgãos deliberativos inferiores;
- IV - a Secretaria-Geral, como órgão administrativo;
- V - a Procuradoria, como órgão de fiscalização e de consulta jurídica.